# Проект Увечье
Проект Увечье — российская хип-хоп-группа из города Чебоксары, образованная в 2011 году и просуществовавшая до 2014 года. В состав коллектива входили рэперы Луперкаль и Shar0n, а также музыкальный продюсер и битмейкер RipBeat. За свою историю группа выпустила три студийных альбома и один микстейп. Начав свой творческий путь с «правого хип-хопа», коллектив перешел к менее политизированным песням фокусирующихся на социальных проблемах. Основным автором большинства композиций являлся Луперкаль.

## История
Группа была образована в 2011 году Луперкалем и Shar0n’ом. Позднее к ним присоединились битмейкер RipBeat и рэпер Данила «Ка Че» Градов. В том же году вышел дебютный альбом группы «Тяжкие телесные», который сразу привлек внимание к коллективу из-за радикальной ультраправой и националистической направленности текстов. Незадолго до релиза Градов покинул группу, в результате чего Луперкаль принял решение не указывать его среди авторов песен.
В 2012 году вышли второй альбом группы, «Охлократия», практически полностью написанный Луперкалем, совместный миниальбом с рэпером Вадяра Блюз, «Элементарные частицы», а также микстейп «Блумсдэй». В феврале также был опубликован совместный трек Луперкаля и Oxxxymiron’а «Ultima Thule», расширивший аудиторию группы.
В 2014 году вышел третий и последний студийный альбом коллектива «Роспечаль», а также клипы на песни «Стрижка» и «Лузервиль». В том же году музыканты заключили контракт с агентством Booking Machine, которое организовало для исполнителей серию концертов осенью 2014 года. В декабре, из-за задействованности Луперкаля и Shar0n’а в сольных проектах, коллектив распался.

## Дискография
Студийные альбомы
- «Тяжкие телесные» (2011)
- «Охлократия» (2012)
- «Роспечаль» (2014)

Миниальбомы
- «Элементарные частицы» (при участии Вадяра Блюз) (2012)

Микстейпы
- «Блумсдэй» (2012)